# Obrzycko
Obrzycko – miasto w województwie wielkopolskim, w powiecie szamotulskim, położone przy ujściu rzeki Samy do Warty.

## Demografia
Według danych z 31 grudnia 2013 miasto miało 2384 mieszkańców.

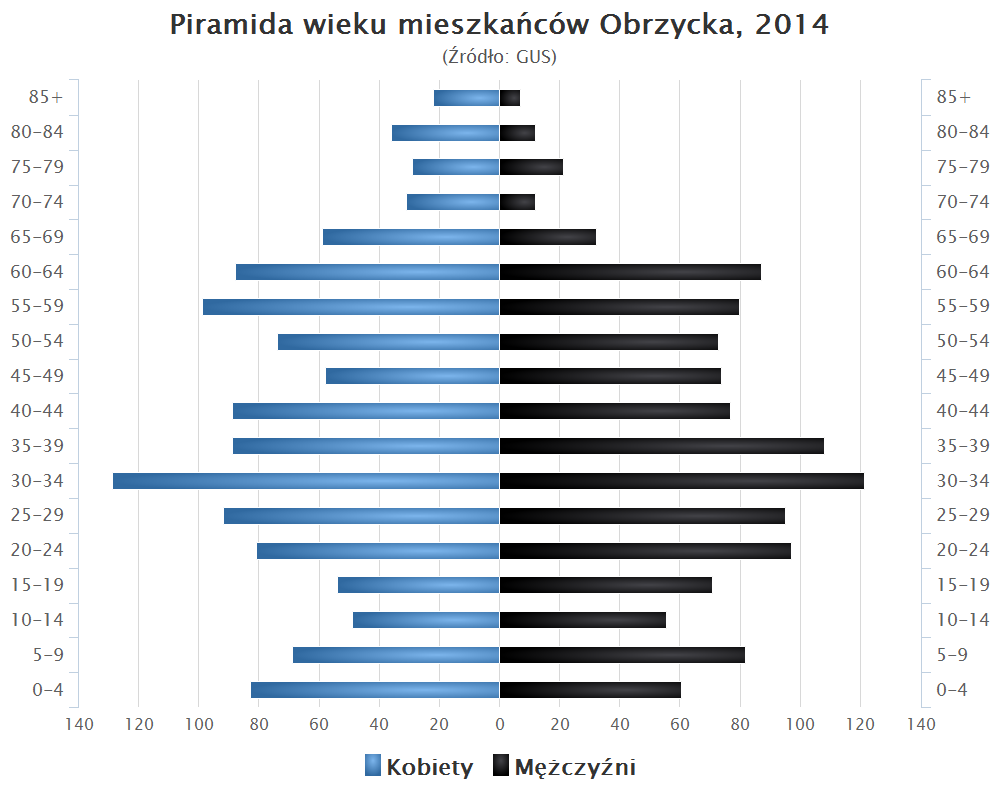
Piramida wieku mieszkańców Obrzycka w 2014 roku

## Położenie

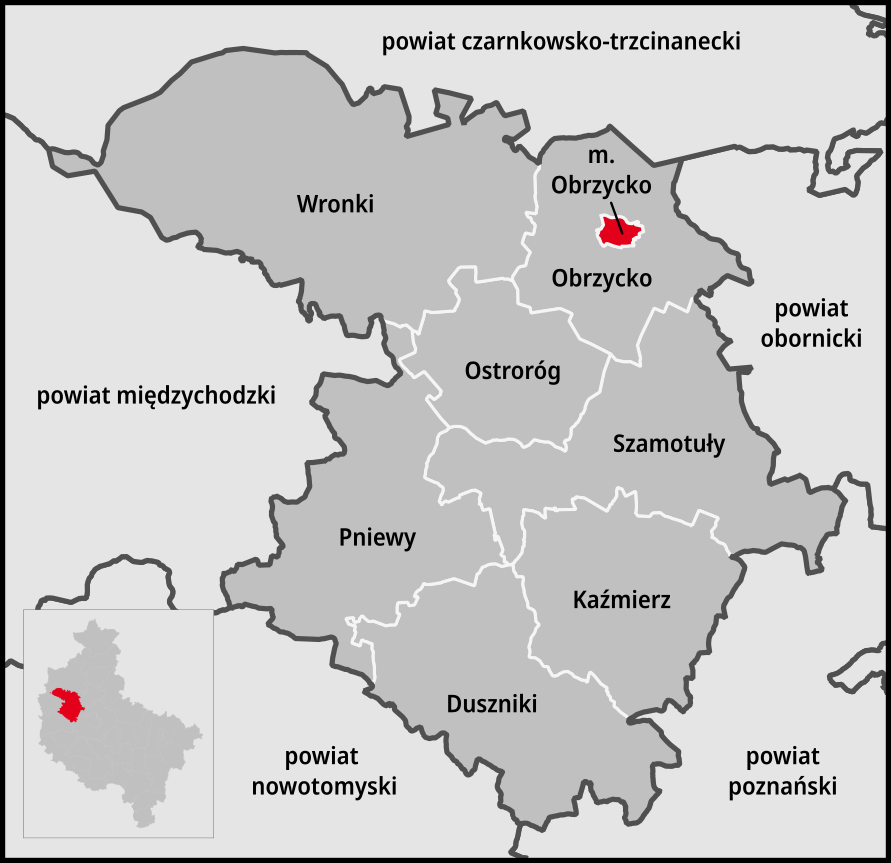
Położenie gminy miejskiej Obrzycko w powiecie szamotulskim.

Miasto stanowi odrębną jednostkę samorządu terytorialnego (gminę miejską). Obrzycko jest równocześnie siedzibą gminy wiejskiej Obrzycko. Restytucja Obrzycka w 1990 przez utworzenie odrębnej miejskiej gminy Obrzycko była błędem proceduralnym.
W latach 1954–1972 będąc wsią należało i było siedzibą władz gromady Obrzycko. W latach 1975–1998 miasto administracyjnie należało do województwa poznańskiego.
Według danych z 2002 użytki rolne stanowią 54% powierzchni miasta, a użytki leśne 14%.
Według danych z 1 stycznia 2014 powierzchnia miasta wynosiła 3,74 km².

## Nazwa
Miejscowość pierwotnie była związana z Wielkopolską. Istnieje co najmniej od pierwszej połowy XIII wieku i ma średniowieczną metrykę. Pierwszy zachowany zapis pochodzi z łacińskiego dokumentu z 1238 gdzie odnotowano ją pod nazwą „Oberiz”, 1253 „Obrichz”, 1256 „Obrizsk”, 1280 „Obritsco”, 1298 „Obriczko”, 1337 (według zachowanej kopii z 1555) „Oboziczsko”,  1383 (wg relacji z XV wieku) „Obrziczsko, Obrzyczsko”, 1432 „Obrzyczko”, 1438 „Obrzysko”, 1439 „Obrzisko”, 1472 „Obrziczko”, 1508 „Obriczsko”, 1580 „Obrzicko”.

## Historia
Tereny, na których powstała miejscowość były jednak zasiedlone wcześniej niż odnotowały to historyczne zapisy. W okolicy archeolodzy odnaleźli wczesnośredniowieczny skarb srebrny z X wieku, który odkryty został w 1842, a także zlokalizowali dwie, lub trzy osady wczesno i późnośredniowieczne. W 1969 badania powierzchniowe odsłoniły późnośredniowieczne grodzisko stożkowate, położone na wzgórzu na lewym brzegu rzeki Warty leżącym na zachód od miejscowości, na cyplu utworzonym przez rzeki Wartę i Samę. Prawdopodobnie z powodu zniszczeń nie stwierdzono śladów fosy oraz wałów.
Początkowo miejscowość była wsią książęcą, później kościelną, należącą do zakonu joannitów, a następnie szlachecką należącą do lokalnej wielkopolskiej szlachty polskiej z rodu Obrzyckich, którzy od nazwy miejscowości przyjęli odmiejscowe nazwisko. Później właścicielami była także polska szlachta z rodu Jezierskich, Świdwów, Tomickich. Od 1320 leżała w Zjednoczonym Królestwie Polskim, a od 1380 w powiecie poznańskim województwa poznańskiego w Koronie Królestwa Polskiego. W 1465 należała do powiatu poznańskiego Korony Królestwa Polskiego. Od 1256 była siedzibą własnej parafii. W 1510 leżała w dekanacie Oborniki.
Gród obrzycki był w XIII wieku siedzibą loklanej kasztelanii. Źródła historyczne odnotowały kasztelanów obrzyckich: w 1238 Nieborza (łac. „Nebora”), 1253 Janusza, który w 1239, jak podejrzewają historycy, był prawdopodobnie chorążym księcia wielkopolskiego Władysława Odonica. W 1280 odnotowano kasztelana Włosta, późniejszego kasztelana drzeńskiego w latach 1293-1299. W 1390 kasztelanem był Jan zwany Obrzyckim wymieniony w jednym z dokumentów jako świadek.
W 1256 książę wielkopolski Bolesław Pobożny zatwierdził zamianę majątków dokonaną pomiędzy jego bratem Przemysłem I a joannitami z klasztoru św. Jana pod Poznaniem. Joannici oddali kościół w Rogoźnie wraz z przypisanymi sobie wsiami i dziesięcinami, a w zamian otrzymali kościół w Obrzycku oraz dziedzinę Siedlec koło Kostrzyna w powiecie pyzdrskim. W 1298 biskup poznański Andrzej Zaremba podzielił archidiakonat poznański na trzy aichidiakonaty i zaliczył m. in. kościół w Obrzycku do archidiakonatu większego, poznańskiego.
Miejscowość początkowo była wsią. W 1337 odnotowany został jako świadek dziedzic wsi Mikołaj z Obrzycka. W 1348 (według zachowanej kopii z 1555) wspomniany został prawdopodobnie syn Mikołaja i spadkobierca Wincenty z Obrzycka. W 1383 wspomniany został Wierzbięta ze Smogulca stronnik starosty generalnego Wielkopolski Domarat z Pierzchna, który podczas lokalnej wojny domowej zwanej wojną Grzymalitów z Nałęczami nocował koło Obrzycka za rzeką Wartą, a więc prawdopodobnie na jej prawym brzegu.
W 1390 odnotowano Jana Obrzyckiego noszącego odmiejscowe nazwisko pochodzące od nazwy miejscowości, który prawdopodobnie był kasztelanem obrzyckim. W latach 1400-1412 notowano podczaszego poznańskiego w latach 1406-1414, asesora sądu w Poznaniu w 1407 i w Kościanie w 1412 Wincentego Obrzyckiego, który zmarł po 1414. W 1400 wraz z bratem Mikołajem toczył spór sądowy z Bieniakiem Sierakowskim i Sędziwojem Uzarzewskim o podział dóbr sierakowskich po zmarłej Wichnie z Sierakowa, babce Wincentego oraz Mikołaja i Bieniaka Sierakowskich, a teściowej Sędziwoja Uzarzewskiego. Woźny sądu ziemskiego oświadczył, że wręczył temuż Wincentemu dwa pozwy przed zamkiem w ogrodzie zwanym Kłodnica (łac. „ante castrum sub viridario, quod dicitur Clodnicza”). W początku XV wieku archiwa sądowe odnotowały kilka procesów jakie toczył Wincenty Obrzycki. W 1403 spierał się przed sądem z Piotrem ze Stobnicy o zboże wartości 12 grzywien, które wymłócił tenże Wincenty; w latach 1403-1404 z Hektorem z Ćmachowa, który dowodził, że w Białczu odbył się sąd w sprawie poddanego Wincentego, któremu Hektor miał zapłacić 5 grzywien.  Odnotowano także inne jego procesy.
W 1432 Piotr z Obrzycka przywiesił swoją pieczęć z herbem Nałęcz, należącą do ojca Wincentego z Obrzycka, do dokumentu, w którym panowie oraz miasta województwa poznańskiego zobowiązały się, że po śmierci króla polskiego Władysława II Jagiełły obiorą królem jednego z jego synów. Dokonało się to w 1424 wyborem najstarszego syna Jagiełły Władysław III Warneńczyka. W latach 1469-1641 miejscowość notowana była jeszcze jako wieś. Dopiero z lat 1458-1527 pochodzą jedyne znane średniowieczne wzmianki o miejscowości jako o mieście. W 1458 miasto Obrzycko miało dostarczyć jednego pieszego na wyprawę wojenną do Malborka w czasie wojny trzynastoletniej.
W latach 1463-1475 Obrzycko znajdowało się w posiadaniu szlacheckiego rodu Jezierskich noszących odmiejscowe nazwisko od miejscowości Jeziora Wielkie koło Kórnika w powiecie pyzdrskim. W latach 1463-1466 notowano Dobrogosta Jezierskiego, w 1465 Jana, w latach 1465-1466 Abrahama, w latach 1465-1473 Sędziwoja i w latach 1465-1475 Tomasza. Bracia Jezeirscy, w drugiej połowie XV wieku, byli dziedzicami wsi posiadający ją na zasadzie niedziału. W 1448 Dobrogost Jezierski dziedzic obrzycki zapisał swojej żonie Annie po 200 grzywien posagu oraz wiana na części Koźmina. W 1465 Dobrogost Jezierski oraz jego bracia Jan, Sędziwój i Tomasz otrzymali od swego brata niedzielnego Abrahama Jezierskiego plebana w Niezamyślu (obecnie część Zaniemyśla) jego części po rodzicach we wsiach Jeziora Wielkie, Luciny (bez jeziora Łękno) i Kaleje oraz części w mieście Obrzycko oraz wsiach Koźmin oraz Obrowo. W latach 1473-1475 Tomasz Jezierski zapisał swojej żonie Katarzynie po 300 grzywien posagu i wiana: w 1473 na wsiach Obrzycko, Koźmin i Obrowo, a w 1475 na wsiach Jeziora Wielkie i Luciny. W 1475 Tomasz Jezierski sprzedał chorążemu poznańskiemu Mikołajowi Tomickiemu miasto Obrzycko oraz wsie Obrowo, Koźmin i opustoszałe Bąkowo za 1400 grzywien. W latach 1475-1580 miejscowość należała do polskiej szlachty z rodu Tomickich. W 1475 Mikołaj Tomicki oprócz Obrzycka był właścicielem m. in. Tomic, Rybojedzka, Koźmina i Mirosławka.
Zachowały się także zapisy w historycznych księgach podatkowych. W 1469 Obrzycko znalazło się wśród wsi, które zasądzono na zapłacenie 14 grzywien kary z powodu niezapłacenia podatków królewskich oraz niedopuszczenia do ich egzekucji. W 1475 i 1499 miejscowość odnotowana w wykazie zaległości podatkowych. W 1507 miasto Obrzycko zapłaciło szos. W 1508 miał miejsce pobór z Obrzycka od dwóch młynów zasilanych wodą, z których każdy posiadał po jednym kole wodnym. W 1563 pobrano podatki od karczmy dorocznej, młyna zbożowego dorocznego zwanego „Nadolny” o jednym kole wodnym oraz od młyna dorocznego zwanego „Górnym” o dwóch kołach. Podatki uiścili również miejscowi zagrodnicy. W 1577 miał miejsce pobór z Obrzycka, który zapłacił Piotr Tomicki. W latach 1580-1583 płatnikiem poboru z Obrzycka był Mikołaj Tomicki, który zapłacił w 1580 od dwóch zagrodników, trzech komorników, dwóch młynów dorocznych posiadających łącznie 4 koła wodne.
Wskutek II rozbioru Polski w 1793, miejscowość przeszła pod władanie Prus i jak cała Wielkopolska znalazła się w zaborze pruskim.

## Kalendarium[7]
- 1238 rok – Obrzycko wzmiankowane jako gród kasztelański
- 1253 rok – Obrzycko na krótko było własnością joannitów poznańskich
- 1298 rok – biskup poznański Andrzej Zaremba wymienia pod tą datą istnienie parafii obrzyckiej
- 1458 rok – Obrzycko wysyła na wojnę z Krzyżakami jednego swojego obywatela, co oznacza że musiało być miastem, gdyż to one miały obowiązek wystawiać na wojnę odpowiednią liczbę obywateli, w zależności od liczby mieszkańców
- 1628 rok – powstaje gmina luterańska
- 1638 rok – dzięki staraniom ówczesnego właściciela Obrzycka Krzysztofa Radziwiłła miasto ponownie otrzymuje prawa miejskie od króla Władysława IV; z tego też roku pochodzi herb Obrzycka
- 1691 rok – powstaje Bractwo Kurkowe
- I połowa XVII w. budowa ratusza w stylu barokowym
- 1714 rok – Władysław Radomicki, właściciel Obrzycka, rozpoczyna budowę kościoła katolickiego według projektu Pompeo Ferrariego
- 1793 rok – Obrzycko dostaje się pod zabór pruski
- 1906 rok – rozbudowa kościoła parafialnego
- 1909 rok – Obrzycko uzyskuje połączenie kolejowe z Wronkami i Obornikami
- 1924 rok – wielka powódź
- 1934 rok – Obrzycko traci prawa miejskie
- 1948 rok – powstaje biblioteka publiczna licząca na początek 500 tomów
- 1955 rok – otwarcie stadionu miejskiego
- 1959 rok – rozbudowa szkoły przy ul. Strzeleckiej
- 1967 rok – Szkoła Podstawowa otrzymuje imię Powstańców Wielkopolskich
- 1969 rok – na ścianie ratusza umieszczono tablicę upamiętniającą wymarsz powstańców obrzyckich na front północny
- 1978 rok – powstaje Gminny Ośrodek Kultury
- 1980 rok – rozbudowa szkoły
- 1984 rok – oddano do użytku nową strażnicę OSP
- 1990 rok – Obrzycko odzyskuje prawa miejskie[8], następuje podział na dwie gminy: miejską i wiejską
- 2002 rok – powstaje Towarzystwo Przyjaciół Ziemi Obrzyckiej
- 2004 rok – emisja w TVP1 sztuki Teatru Telewizji nagranej w Obrzycku – Wesołe miasteczko – prawie bajka w reżyserii Sławomira Fabickiego
- 2008 rok – zakończenie renowacji Rynku, remont wieży obrzyckiego ratusza
- 2010 rok – przeprowadzenie remontu dachu oraz odnowa zegara na ratuszu, który o godzinie 12.00 wybija Rotę
- 2011 rok – otwarto plac zabaw dla dzieci oraz Orlika
- 2012 rok – nadano imię „Bajkowa Kraina” Przedszkolu Miejskiemu w Obrzycku
- 2013 rok – otwarto „Park wypoczynku – miejsce pamięci” na terenie dawnego cmentarza ewangelickiego przy ulicy Kuźnice
- 2014 rok – na przeciwległym brzegu rzeki Warty, w pobliżu miejsca gdzie znajdował się stary most, otwarto przystań rzeczną
- 2015 rok – przy ulicy Kopernika otwarto kort tenisa ziemnego; w parku przy ulicy Kuźnice otwarto siłownię zewnętrzną
- 2017 rok – przy Przedszkolu Miejskim „Bajkowa Kraina” powstał plac zabaw dla dzieci; rozpoczęto budowę ratusza przy alei Jana Pawła II – przyszłej siedziby władz gminy wiejskiej Obrzycko
- 2018 rok – otwarcie centrum administracyjno-kulturalnego przy alei Jana Pawła II – siedziby władz gminy wiejskiej Obrzycko; odsłonięcie na budynku Zespołu Szkół w Mieście Obrzycko tablicy upamiętniającej artystę Mariana Schwartza; odsłonięcie przy placu Lipowym w Obrzycku tablicy pamiątkowej „Powstańcom Wielkopolskim w setną rocznicę odzyskania niepodległości mieszkańcy Obrzycka, 11 listopada 2018 r.”; odsłonięcie przy alei Jana Pawła II, na budynku centrum administracyjno-kulturalnego, tablicy „Mieszkańcy Ziemi Obrzyckiej w Powstaniu Wielkopolskim 1918–1919”, z listą 160 nazwisk uczestników zrywu

## Zabytki[9]

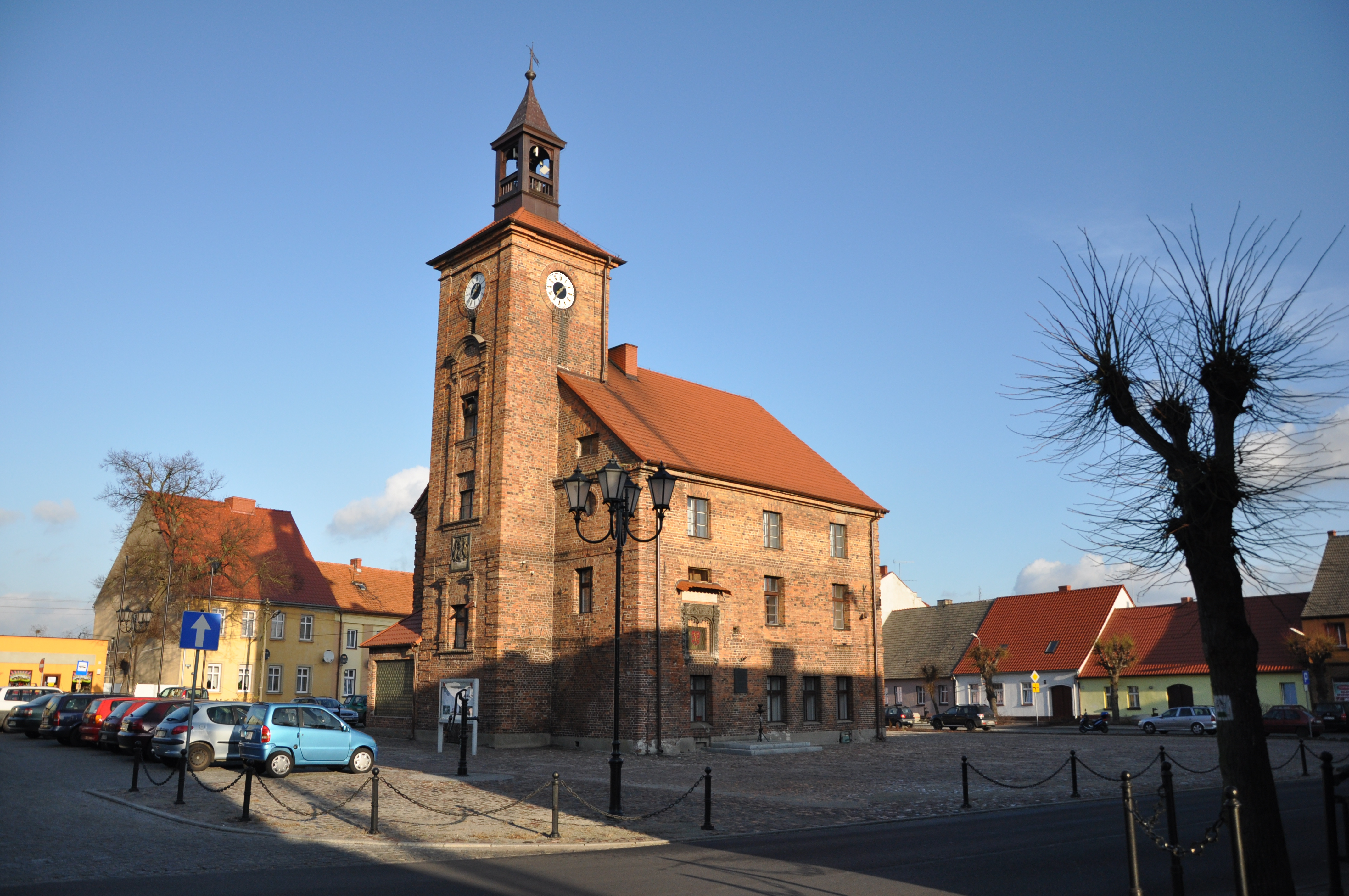
Ratusz na rynku w Obrzycku

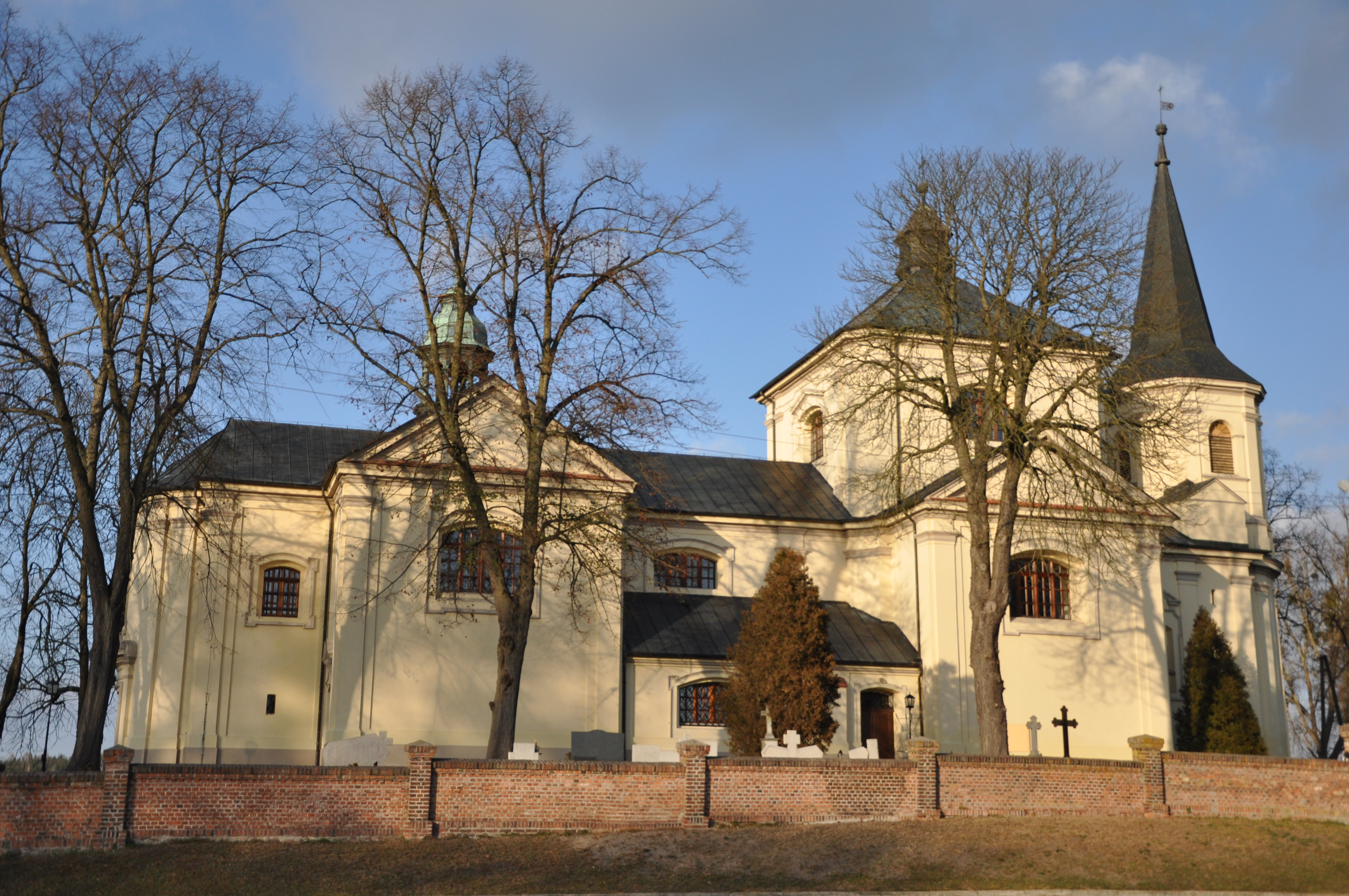
Kościół w Obrzycku

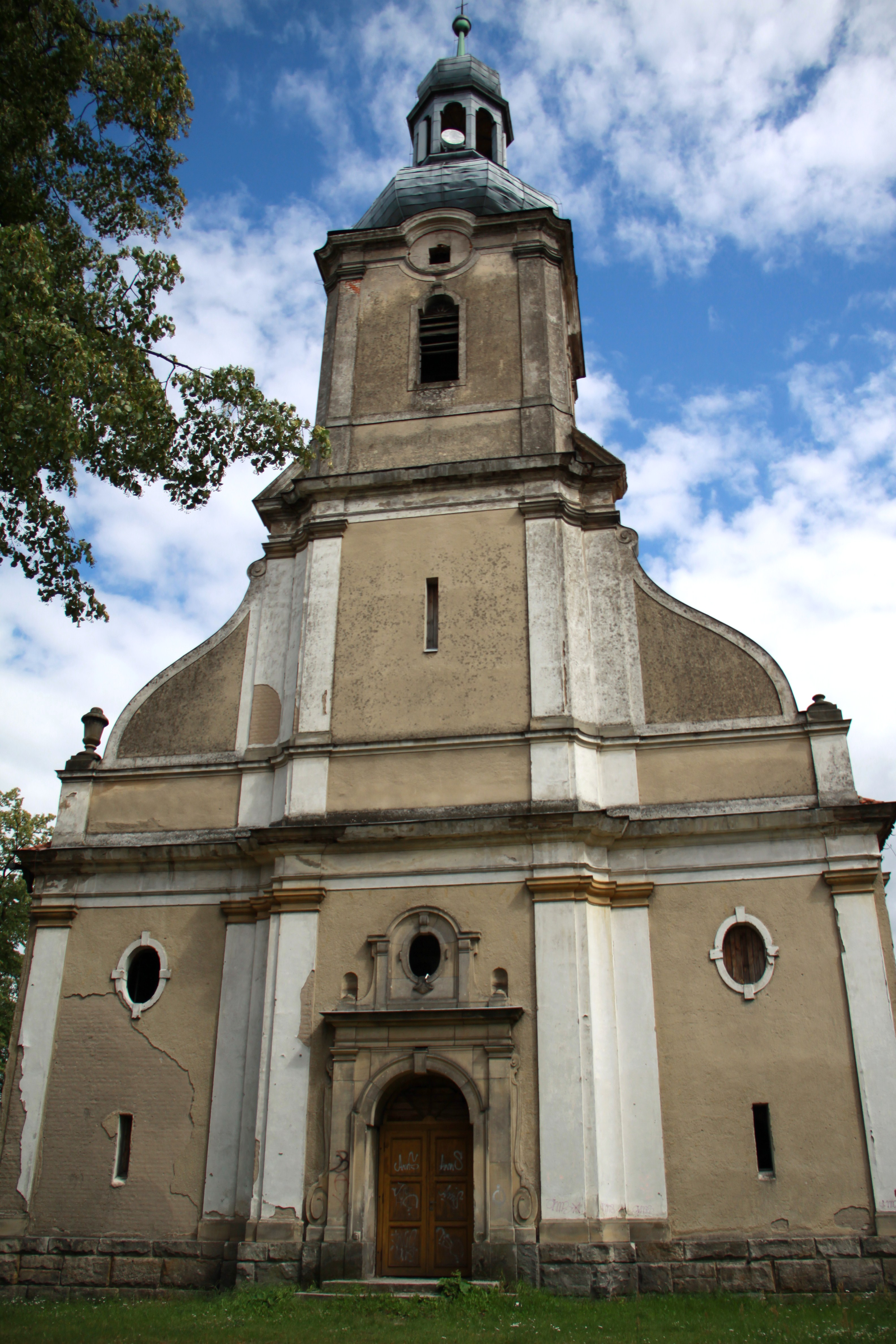
Kościół ewangelicki z 1911 r.

- Późnobarokowy kościół Świętych Apostołów Piotra i Pawła z 1714 roku, ufundowany przez ówczesnego właściciela Obrzycka, Władysława Radomickiego według projektu architekta Pompeo Ferrariego. Budowę ukończono w roku 1758. Restaurację i rozbudowę kościoła przeprowadzono w 1906 roku według projektu Rogera Sławskiego. Wewnątrz kościoła znajduje się obraz „Ostatnia wieczerza” z 1609 roku autorstwa Eugenio Caxesa, zakupiony w Hiszpanii przez Atanazego Raczyńskiego w 1858 roku i podarowany parafii[10].
- Ratusz w Obrzycku z połowy XVIII wieku. W dziewiętnastym wieku zamieniony na spichlerz. W jednej ze ścian renesansowe obramowanie okienne z 1527 roku, przywiezione z Portugalii w 1843 przez Atanazego Raczyńskiego. Obecnie w ratuszu mieszczą się Urząd Miasta i Urząd Gminy.
- Dawny kościół ewangelicki, neobarokowy z 1911 roku.
- Wokół Rynku szachulcowe i murowane domy z pierwszej połowy XIX wieku.
- Nieopodal kościoła, przy ujściu rzeki Samy do Warty, grodzisko stożkowe o obwodzie około 150 m, z którym wiąże się ciekawa legenda[11].
- Na drugim brzegu Warty znajduje się pałac Raczyńskich herbu Nałęcz w Obrzycku-Zamek z około 1856 roku, a wokół pałacu park krajobrazowy z pierwszej połowy XIX wieku.
- Przy ulicy Kruppika znajduje się budynek byłej synagogi
- cmentarz żydowski
- Budynek dawnego dworca kolejowego z początku XX wieku znajduje się w rejonie ulic Kolejowej i Dworcowej.

inne
- Pałac w Obrzycku-Zamku, przysiółku wsi Zielonagóra.

## Komunikacja

### Transport drogowy
Przez Obrzycko przebiegają droga wojewódzka nr 185 z Piotrowa do Szamotuł, a także drogi powiatowe nr 1848P o przebiegu Obrzycko – Jaryszewo – Szamotuły i 1899P z Obrzycka do Ostroroga.
Ponadto komunikację autobusową zapewniają przedsiębiorstwa PKS Wałcz i PKS Kołobrzeg oraz Matmich-Bus. Obrzycko posiada bezpośrednie połączenia autobusowe z Poznaniem, Szamotułami, Piłą, Czarnkowem, Wałczem i Kołobrzegiem.

### Transport kolejowy
Przez miasto przebiegała linia kolejowa Oborniki – Wronki. Teraz tory są rozebrane, a linia została zlikwidowana. Była nazywana trasą wroniecką lub Jasiem. Oddawano ją do eksploatacji etapami. Pierwszy etap prac budowlanych zakończył się 1 lutego 1910 roku, kiedy to oddano do użytku szlak od Wronek do Jaryszewa, do mostu nad Wartą o długości 14,3 km. Uroczystości związane z otwarciem trasy zaszczycił sam hrabia Raczyński, który posiadał w pobliżu ziemie i dofinansował budowę szlaku. Dnia 1 lipca tego samego roku oddano do użytku pozostałą część trasy, z Jaryszewa do Obornik o długości 17,4 km. Prace budowlane były podzielone na dwa etapy, ponieważ w połowie trasy, między stacjami Jaryszewo i Stobnica, linię przecina rzeka Warta. Wybudowano w tym miejscu most (długości 206 metrów) o konstrukcji kratownicowej nad nurtem rzeki. Główne przęsło umieszczono na wysokości 8,84 m nad lustrem wody. Pierwszy pociąg wjechał nań 8 maja, potem przeprowadzono próby obciążeniowe. Po wykonaniu wszystkich prac budowlanych linia została oddana w całości do eksploatacji 1 lipca 1910 roku. Lokomotywa z jednym wagonem pasażerskim pokonywała trasę aż do końca 1991 roku.
1 stycznia 1992 Polskie Koleje Państwowe zawiesiły przewozy pasażerskie. Jak podaje Stanisław Koziarski w książce „Sieć kolejowa Polski w latach 1918–1992”, PKP zawiesiły przewozy wbrew woli społeczności lokalnej i bez zgody władz terenowych. Zawieszono wtedy ruch na kilkudziesięciu szlakach o łącznej długości około tysiąca km.
1 stycznia 1994 wstrzymano ruch towarowy na trasie od Słonaw do Obrzycka. 1 stycznia 2000 zrobiono to samo z odcinkiem Oborniki – Słonawy. Najdłużej był czynny odcinek od Obrzycka do Wronek. Ruch zawieszono tam 22 grudnia 2000. W 2001 linia była już nieprzejezdna. Pomiędzy Obrzyckiem a mostem nad Wartą w pobliżu Jaryszewa brakowało około 200 m torów. 28 lutego 2005 linia kolejowa Oborniki – Wronki została skreślona z kolejowego wykazu linii kolejowych D-29. W 2008 na przełomie maja i czerwca, na terenie Gminy Oborniki linia została rozebrana. Tory urywają się w połowie mostu nad Wartą w Stobnicy. Do 2010 roku możliwy był jeszcze wjazd pociągu do Obrzycka od strony Wronek. W 2010 zorganizowano huczne obchody uruchomienia linii – Piknik Kolejowy „100 lat Jasia” i wtedy w stronę Wronek można było przejechać się drezyną. Teraz jednak tory w stronę Wronek są rozebrane.
Najbliższa, czynna stacja kolejowa znajduje się we wsi Pęckowo, która oddalona jest od Obrzycka o około 5 km i położona jest przy linii kolejowej nr 351 (relacji Poznań Główny – Szczecin Główny).

## Edukacja i kultura
Edukacja:
- Zespół Szkół w Mieście Obrzycko, w skład którego wchodzą Przedszkole Miejskie „Bajkowa Kraina”, Szkoła Podstawowa im. Powstańców Wielkopolskich oraz Gimnazjum im. Powstańców Wielkopolskich.Rzeka Sama

Kultura:

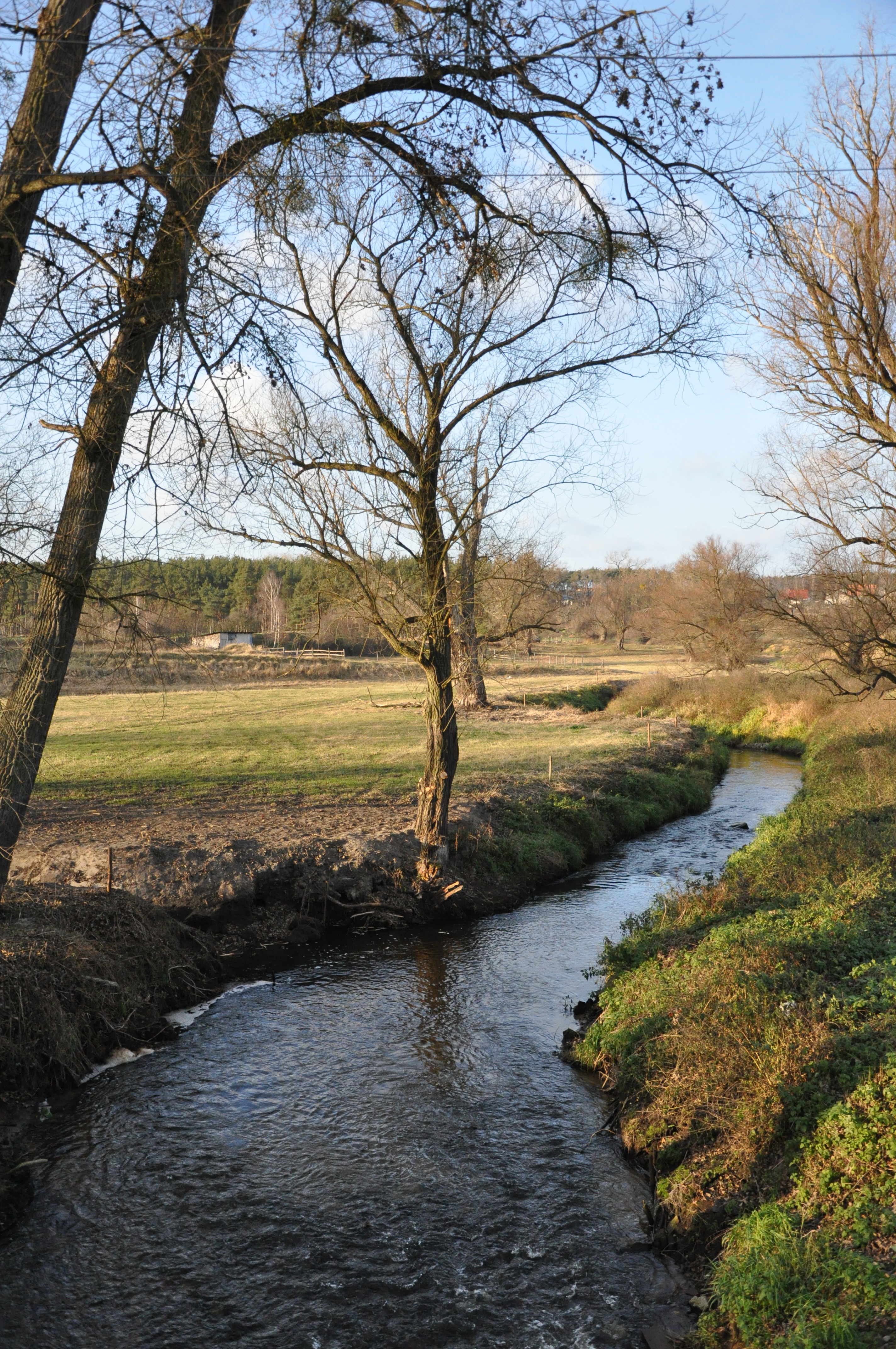
Rzeka Sama

- Miejska Biblioteka Publiczna w Obrzycku – Instytucja Kultury, zlokalizowana przy ul. Marcinkowskiego 10, posiadała na koniec 2017 r. 22 512 woluminów. Od 1996 r. wypożyczanie książek jest zautomatyzowane, przy użyciu programu SOWA. Oprócz wypożyczalni w bibliotece znajdują się czytelnia oraz stanowiska z dostępem do Internetu. Istnieje możliwość korzystania z sieci wi-fi. Od 2012 r. czytelnicy mają dostęp do katalogu online. Biblioteka organizuje również różnorodne formy pracy z czytelnikiem, głównie dziecięcym, prowadzi edukację czytelniczą poprzez lekcje biblioteczne, spotkania autorskie, konkursy czytelnicze i nie tylko[13].

- Obrzycki Ośrodek Kultury zlikwidowano w 2005.

- Na terenie miasta działa od 2002 r. Towarzystwo Przyjaciół Ziemi Obrzyckiej.
- W 2017 r. powstało Obrzyckie Towarzystwo Kulturalne.

- Cyklicznie organizowany jest Konkurs Wiedzy o Mieście i Gminie Obrzycko.
- W 2018 r. powołano Bibliotekę Publiczną Gminy Obrzycko w Obrzycku, jednostkę organizacyjną gminy wiejskiej Obrzycko, z siedzibą w centrum administracyjno-kulturalnym przy alei Jana Pawła II.

## Sport i rekreacja

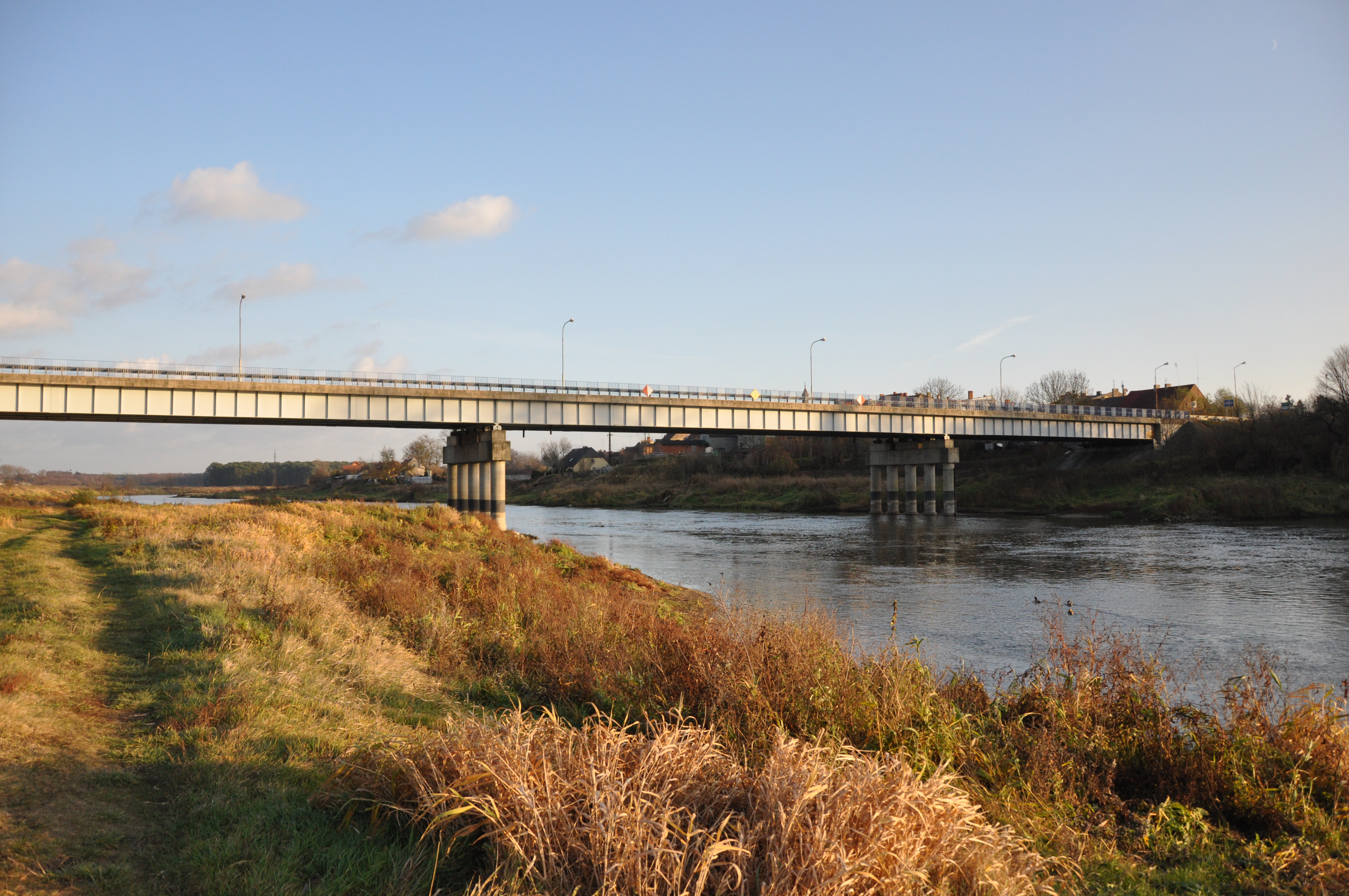
Most na Warcie

W mieście działa od 1947 r. Miejski Klub Sportowy Warta Obrzycko.
Obiekty:
- Sala gimnastyczna przy Zespole Szkół w Mieście Obrzycko
- Kompleks boisk w ramach Orlika – boisko do piłki nożnej ze sztuczną nawierzchnią oraz wielofunkcyjne boisko do koszykówki, siatkówki i piłki ręcznej, rzutnia do pchnięcia kulą, bieżnia tartanowa
- Boisko piłkarskie przy ulicy Sportowej
- Kort tenisa ziemnego przy ulicy Kopernika
- Siłownia zewnętrzna w parku przy ulicy Kuźnice

Szlaki turystyczne:
- Szlaki piesze

 Sieraków – Prusim – Chojno-Wieś – Wronki – Obrzycko – Słopanowo, długość 102,6 km
 Szamotuły – Obrzycko – Czarnków – Trzcianka – Niekursko, długość 88,7 km
Odcinki tych szlaków, czerwonego do Wronek i zielonego do Szamotuł, wchodzą w skład Europejskiego Dalekobieżnego Szlaku Pieszego oznaczonego symbolem E-ll, prowadzącego znad Morza Północnego do przejścia granicznego w Ogrodnikach.
- Szlaki rowerowe

 Nadwarciański Szlak Rowerowy odcinek zachodni, z Poznań – Oborniki – Obrzycko – Wronki – Międzychód, długość 122 km
 Transwielkopolska Trasa Rowerowa odcinek północny, z Poznań – Szamotuły – Obrzycko – Czarnków – Trzcianka – Piła – Okonek, długość 200 km
- Szlaki wodne

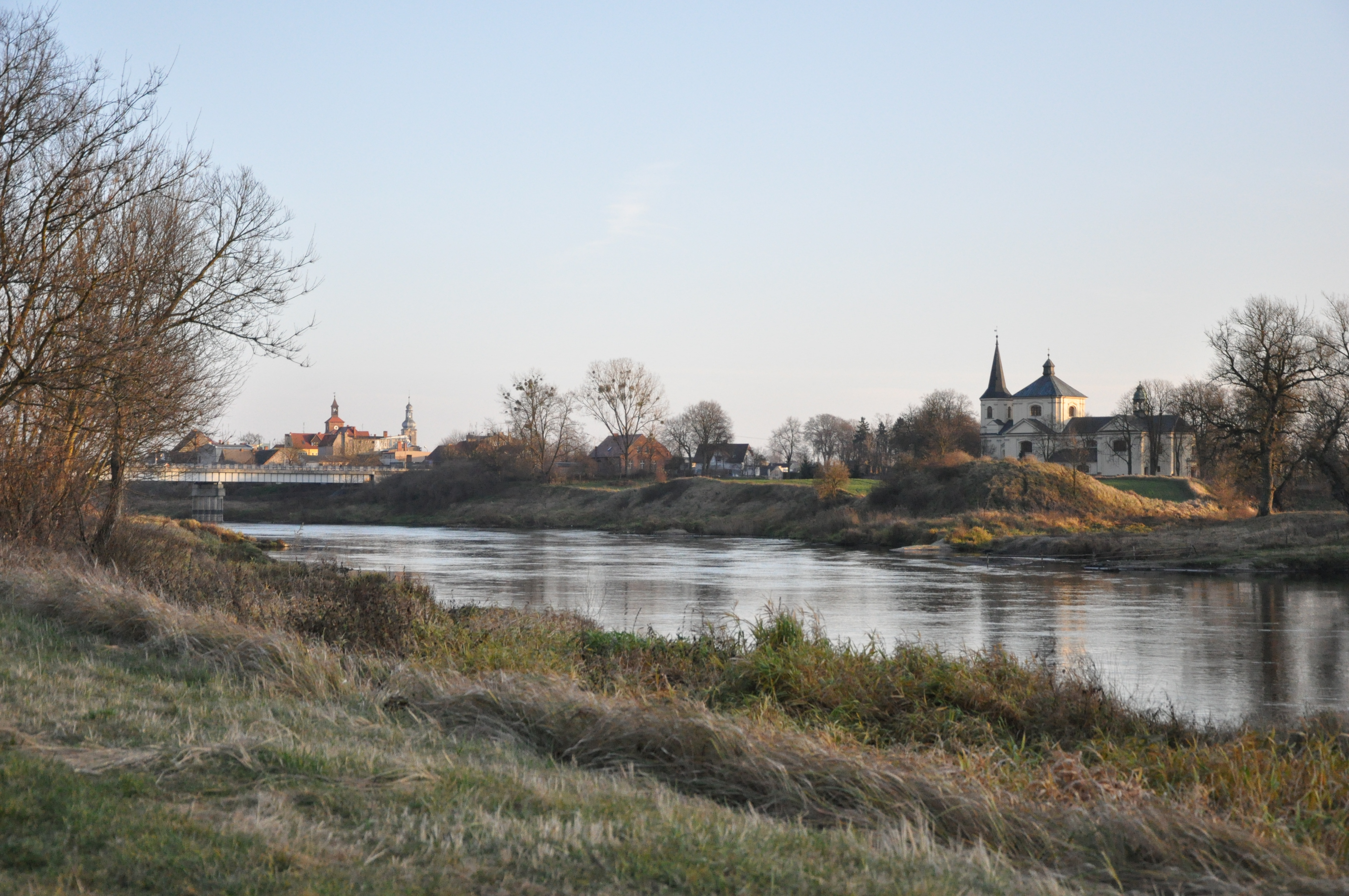
Widok na Obrzycko od strony Warty

Obrzycko leży na trasie Wielkiej Pętli Wielkopolski.

## Administracja

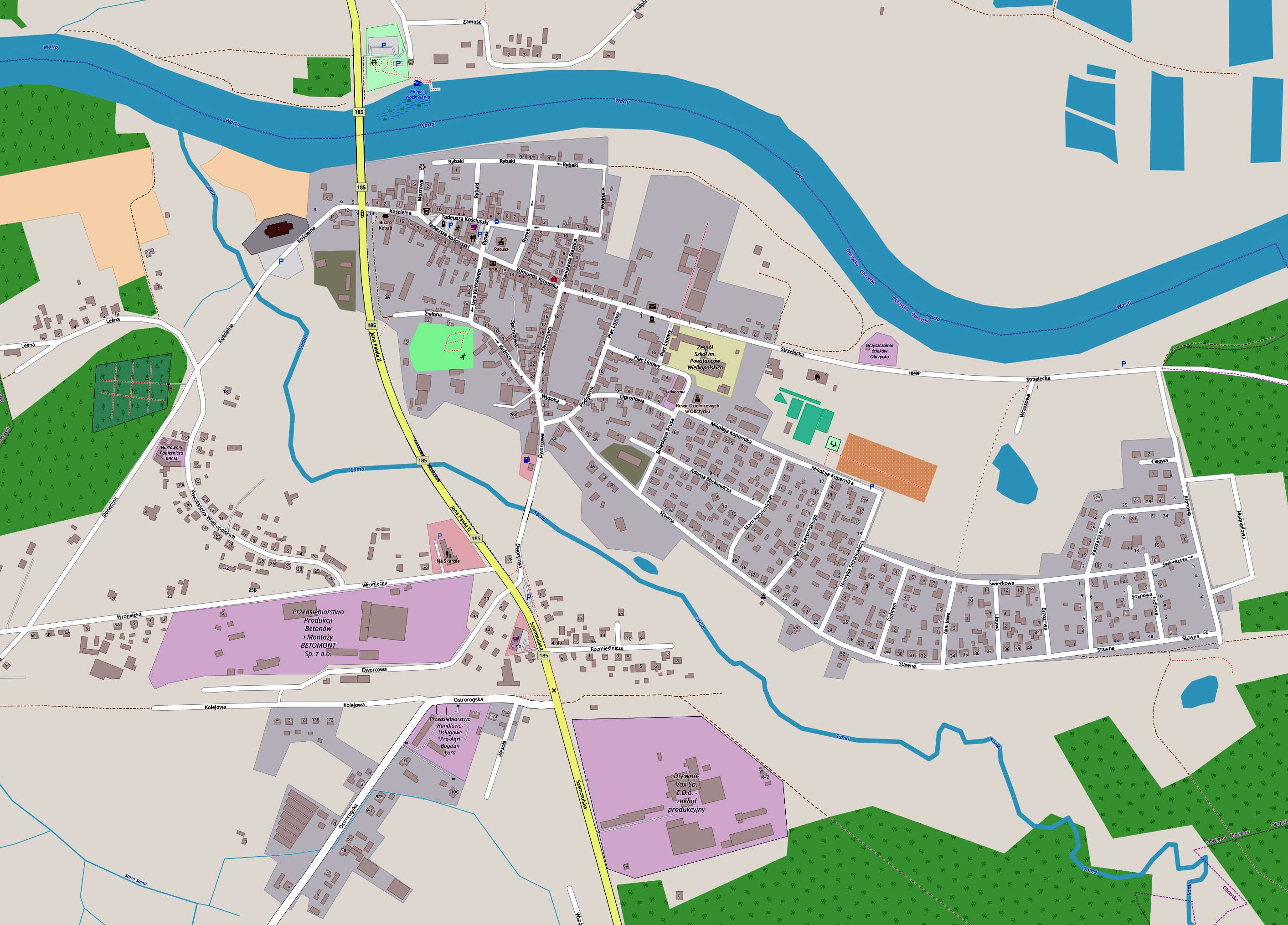
Obrzycko rok 2018

Obrzycko ma status gminy miejskiej. Mieszkańcy Obrzycka wybierają do swojej rady miasta 15 radnych.
W 2013 wydatki budżetu gminy miejskiej Obrzycko wynosiły 10,06 mln zł, a dochody budżetu 9,27 mln zł. Zadłużenie (dług publiczny) samorządu według danych na koniec 2013 wynosiło 816 tys. zł, co stanowiło 8,81% wartości wykonywanych dochodów.
W 2013 wydatki na administrację publiczną w gminie miejskiej Obrzycko wynosiły 1,52 mln zł.

## Połączenie z gminą wiejską Obrzycko
W 2009 Rada Miasta Obrzycko postanowiła złożyć wniosek o połączenie gminy miejskiej Obrzycko z gminą wiejską Obrzycko. Następnie zostały przeprowadzone konsultacje z mieszkańcami Obrzycka w sprawie połączenia gmin, gdzie 1204 osoby (94,43%) poparły wniosek, a 33 były przeciwne (frekwencja 68,99%). Następnie Rada Miasta Obrzycko wydała pozytywną opinię ws. połączenia.
Rada Gminy Obrzycko wyraziła negatywną opinię w sprawie łączenia gmin, na podstawie konsultacji z mieszkańcami gminy wiejskiej, których 99,14% głosów było przeciw (frekwencja 47,41%). Wojewoda wielkopolski pozytywnie zaopiniował wniosek o połączenie wskazując, że zasadne jest utworzenie jednej, większej jednostki, ponieważ wzrosną jej szanse rozwoju i efektywność gospodarowania środkami publicznymi. Wniosek o połączenie został odrzucony przez Radę Ministrów w 2010.
W 2013 wydatki na administrację publiczną w gminie miejskiej Obrzycko wynosiły 1,52 mln zł, a w gminie wiejskiej wynosiły 2,17 mln zł.